# Ivy Bridge
Ivy Bridge este noua serie de procesoare x64 creată de compania americană Intel care funcționează pe o arhitectură de 22 nm (nanometri) și care are un consum redus de curent față de vechea serie Sandy Bridge.